# Fritz Schuler (Politiker, 1944)
Fritz Schuler (* 22. Juli 1944 in Bregenz) ist ein ehemaliger österreichischer Politiker (FPÖ) und Rechtsanwalt. Schuler war von 1994 bis 2004 Abgeordneter zum Vorarlberger Landtag.

## Leben und Wirken
Fritz Schuler wurde am 22. Juli 1944 als Sohn des Arztes Fritz Schuler und dessen Frau Anna in der Vorarlberger Landeshauptstadt Bregenz geboren. Nach dem Besuch der Volksschule und des Gymnasiums in Bregenz, wobei er 1962 die Matura ablegte, absolvierte Schuler von 1962 bis 1967 ein Studium der Rechtswissenschaften an der Universität Innsbruck. 1963 wurde er Mitglied des Corps Gothia Innsbruck. Im Jahr 1967 promovierte er in Innsbruck zum Doktor der Rechtswissenschaften. Anschließend an sein Gerichtspraktikum wurde er Rechtsanwaltsanwärter in Kanzleien in Vaduz und Bregenz. Im Jahr 1975 eröffnete er schließlich eine eigene Rechtsanwaltskanzlei.
Der Freiheitlichen Partei Österreichs trat Fritz Schuler im Jahr 1993 bei. Nach der Landtagswahl am 18. September 1994 wurde Fritz Schuler erstmals für die FPÖ im Wahlbezirk Bregenz zum Landtagsabgeordneten im 26. Vorarlberger Landtag gewählt. Bei seiner Angelobung am 4. Oktober 1994 übernahm Schuler auch das Amt des 2. Vizepräsidenten des Landtags für eine Legislaturperiode. Am 26. April 1996 wurde er zudem zum stellvertretenden Landesparteiobmann der FPÖ Vorarlberg gewählt. Nach einer Wiederwahl als Landtagsabgeordneter des 27. Landtags im Jahr 1999 schied Fritz Schuler mit der Angelobung des 28. Vorarlberger Landtags aus dem Landtag aus. Ein halbes Jahr später, am 11. April 2005, trat Schuler nach eigenen Angaben wegen der Auswirkungen der Knittelfelder FPÖ-Versammlung 2002 und der Gründung des BZÖ aus der FPÖ aus und beendete damit seine politische Karriere endgültig.
Seit seinem Abschied aus der aktiven Politik ist Schuler wieder als selbständiger Rechtsanwalt mit Spezialisierung auf Wirtschafts- und Vertragsrecht tätig.